# Limnophila nigrofemorata
Limnophila nigrofemorata is een tweevleugelige uit de familie Limoniidae. De soort komt voor in het Nearctisch gebied.